# غايتان شاربونييه
غايتان شاربونييه (بالفرنسية: Gaëtan Charbonnier) هو لاعب كرة قدم فرنسي في مركز الهجوم، ولد في 27 ديسمبر 1988 في سان ماندي في فرنسا. لعب مع ستاد ريمس ونادي أنجيه ونادي تشاتيليراولت ونادي مونبلييه.

## وصلات خارجية
- غايتان شاربونييه على موقع إي إس بي إن إف سي (الإنجليزية)
- غايتان شاربونييه على موقع قاعدة بيانات كرة القدم.إي يو (الإنجليزية)
- غايتان شاربونييه على موقع ليكيب (الفرنسية)
- غايتان شاربونييه على موقع Soccerbase.com (لاعب) (الإنجليزية)
- غايتان شاربونييه على موقع Soccerway.com (الإنجليزية)
- غايتان شاربونييه على موقع عالم كرة القدم.نت (الإنجليزية)
- غايتان شاربونييه على موقع AS.com (الإسبانية)